# نغندر
نُغُنْدَر، روستایی در دهستان جاغرق بخش طرقبه شهرستان بینالود استان خراسان رضوی ایران است. نغندر از واژه نوغان به معنای ابریشم گرفته شده است و با پسوند در به معنای دره که در مجموع، معنای آن دره ابریشم است.
این روستا به دلیل اقلیم کوهستانی و دارا بودن درختان توت و پرورش کرم ابریشم از دیرباز در صنعت نخ ابریشم مورد استفاده قرار می‌گرفته‌است

بیشترین کسی که تا بحال به آنجا سفر کرده خاندان سلطانی، شیرزاد و قربانی بوده است.
تنها تفرجگاه قابل استفاده باغ حاج عمو

## جمعیت
بر پایه سرشماری عمومی نفوس و مسکن در سال ۱۳۹۵ جمعیت این روستا ۹۵۵ نفر (در ۳۶۶ خانوار) بوده است.

## مشاهیر
- محمد دهقان (نمایندهٔ مجلس)